# Municipio de Nokomis (Iowa)
El municipio de Nokomis (en inglés: Nokomis Township) es un municipio ubicado en el condado de Buena Vista en el estado estadounidense de Iowa. En el año 2010 tenía una población de 2209 habitantes y una densidad poblacional de 23,73 personas por km².

## Geografía
El municipio de Nokomis se encuentra ubicado en las coordenadas 42°41′55″N 95°20′14″O / 42.69861, -95.33722. Según la Oficina del Censo de los Estados Unidos, el municipio tiene una superficie total de 93.08 km², de la cual 93,02 km² corresponden a tierra firme y (0,07 %) 0,06 km² es agua.

## Demografía
Según el censo de 2010, había 2209 personas residiendo en el municipio de Nokomis. La densidad de población era de 23,73 hab./km². De los 2209 habitantes, el municipio de Nokomis estaba compuesto por el 92,08 % blancos, el 1,45 % eran afroamericanos, el 0,14 % eran amerindios, el 1 % eran asiáticos, el 4,3 % eran de otras razas y el 1,04 % eran de una mezcla de razas. Del total de la población el 14,62 % eran hispanos o latinos de cualquier raza.